# 도서켈트어군
도서켈트어군은 켈트어파의 언어 중에서도 브리튼 제도를 중심으로 그 주변에서 쓰이는 언어들을 말한다.

## 분류
- 브리튼어군
- 게일어군